# Biserica „Sfântul Dumitru” din Pașcani
Biserica „Sf. Dumitru” cu clopotnița este o biserică amplasată în Pașcani, raionul Criuleni, Republica Moldova. Este un monument arhitectural de importanță națională inclus în Registrul monumentelor Republicii Moldova ocrotite de stat cu nr. 349 (raionul Criuleni). Datează din 1850.